# Chiesa della Natività di Maria Vergine (Molini di Triora)
La chiesa della Natività di Maria Vergine è un luogo di culto cattolico situato nella frazione di Andagna, in piazza Niella, nel comune di Molini di Triora in provincia di Imperia. La chiesa è sede della parrocchia omonima del vicariato di Levante-Valle Argentina della diocesi di Ventimiglia-San Remo.

## Storia e descrizione
Presso la frazione molinese già esisteva un luogo di culto intitolato a san Martino e dipendente dalla chiesa matrice di Nostra Signora Assunta di Triora. Con la scorporazione di Andagna alle sue dipendenze, per decreto del 1586 del vescovo di Ventimiglia Nicolò Mascardi, dal 1596 la comunità locale decise per la costruzione di un nuovo e più ampio edificio religioso presso l'abitato. Nonostante le premesse, i lavori per l'edificazione della chiesa partirono solamente nel 1644.
Esternamente la facciata si presenta semplice e intonacata, caratterizzata da un portale in ardesia con coronamento a timpano e spirali laterali; la zona absidale e i prospetti laterali, così come il quadrato campanile, sono in pietra a vista.
La struttura interna è ad unica navata rettangolare, così come nelle stesse forme il presbiterio, ai lati del quale si trovano due cappelle; altre cappelle sono state ricavate nello spessore dei muri perimetrali. La decorazione degli interni, con motivi geometrici e floreali, è databile alla fine dell'Ottocento e l'inizio del Novecento.
Conserva al suo interno un polittico, raffigurante l'Annunciazione, risalente al 1460 circa ed attribuito al pittore Emanuele Macario di Pigna o a Giovanni Baleison di Demonte.